# Треванян
Треванян (на английски: Trevanian) е псевдоним на д-р Родни Уилям Уитакър (на английски: Dr. Rodney William Whitaker), американски писател на бестселъри в жанра трилър, както и на документални книги. Използва още псевдонимите Никълъс Сиър и Бенат Ле Каго, а документалните си книги пише под истинското си име.

## Биография и творчество
Родни Уитакър е роден на 12 юни 1931 г. в Гранвил, Ню Йорк, САЩ. Неговото семейство се бори с бедността и като младеж той е живял в продължение на няколко години в Олбани, Ню Йорк, а после близо до Монреал, Канада. От малък е очарован от литературата и намира своето призвание в областта на изкуствата.
Уитакър служи в разузнаването на военноморските сили на САЩ по време на Корейската война 1949 – 1953 г. След армията той се премества в Сиатъл, където работи в пералня. Кандидатства и печели стипендия да учи в Университета на Вашингтон, където завършва специалността драматично изкуство с бакалавърска степен през 1959 г. и магистърска степен през 1960 г. Като своя дипломна работа пише и режисира театралната драма в три части „Eve of the Bursting“.
През 1958 г. той се жени за Даян Т. Брандън, художничка, като бракосъчетанието е в Гринуич Вилидж в Ню Йорк.
След завършването си преподава драма в колежа „Dana“ в Блеър, Небраска (1963 – 1966). После става доцент, и по-късно ректор, в Катедрата по радио, телевизия и кино в Университета на Тексас в Остин. По това време печели стипендия „Фулбрайт“ за извършване на проучване в Англия. През 1966 г. получава докторска степен по комуникаци в Северозападния университет в Еванстън, Илинойс. През 1977 – 1978 г. е декан на Катедрата по комуникации в колежа „Емерсон“ в Бостън, Масачузетс. Преподава и в продължение на един семестър в „Penn State University“.
Докато е в Университета на Тексас, през 1970 г. той е режисьор на студентския експериментален късометражен филм „Genesis III“, а също така, пише през 1968 г., съвместно с Ричард Кури, и снима едночасовия филм „Stasis“, който е базиран на разказа на Жан-Пол Сартр „The Wall“. За „Stasis“ печели Наградата на издателя на списание „Esquire“ през 1970 г.
Първите си романи Уитакър също пише работейки в Университета на Тексас. Първоначално това са документални книги свързани с киното, след което намира своето призвание в художествената литература.
Първите му романи са двутомната серия „Джонатан Хемлок“ – „The Eiger Sanction“ (Санкцията Айгер) и „The Loo Sanction“ (Санкцията Лу) с герой професора по изкуство, перфектен алпинист и контрашпионин остроумно-саркастичния д-р Хемлок. За написването им той се запознава детайлно с британските инструкции по алпинизъм. Романите са публикувани под псевдонима „Треванян“, който Уитакър избира от името на негов приятел арменец.
Те веднага го правят популярен и влизат в списъците на бестселърите. През 1975 г. по романа „The Eiger Sanction“ е заснет екшън трилъра „Операция „Айгер“ с участието на звездата Клинт Истууд.
В края на 70-те години Уитакър напуска работата си, преселва се със семейстното си в малко село на баските във френската част на Пиренеите, и се отдава изцяло на писателското си поприще. Философията на изтока и темперамента на баските намират значително място в следващите му романи.
Творчеството на Уитакър продължава с полицейския роман „The Main“ (1976) и шпионския трилър „Шибуми“ (1979). „Шибуми“ е най-известният и най-успешният роман на Треванян, който се смята от мнозина като един от най-големите трилъри на ХХ век. Герой на романа е Николай Хел – саркастичен убиец, владеещ изключителната способност да убива с предмети от всекидневието, лингвист, запален пещерняк и мистик, любовник, любител на японски градини и играч на японската игра „Го“. Тридесет години по-късно, по предложение на наследниците на Уитакър, писателят на трилъри Дон Уинслоу пише продължение на романа. В романа си „Сатори“ той разкрива историята как Николай Хел се е превърнал в най-опасния човек на света.
Под псевдонима Никълъс Сиър, д-р Уитакър публикува два романа: „1339 or So ...Being An Apology for A Pedlar“ (1975) – остроумна средновековна история за любов и кураж, и „Rude Tales And Glorious“ (1983) – „мръсен“ преразказ на легендата за Крал Артур.
След издаването през 1983 г. на следващия си хорър роман „The Summer of Katya“ (Лятото на Катя), Уитакър прави едно 15-годишно затишие в своето творчество. Едва през 1998 г. се завръща с романа „Incident at Twenty-Mile“ (Инцидент на двадесетата миля) и през 2000 г. със сборника разкази „Hot Night in the City“ (Гореща нощ в града). Разказът от сборника „The Apple Tree“ е включен в колекцията за най-добри разкази за 2001 г.
Основно причина за неговото излизане отново на писателското поприще е, че в края на 90-те години семейството губи дома си в Южна Франция, поради пожар, и се мести в село Диндър в близост до град Съмърсет, Уелс, Англия.
Последната работа на Уитакър, публикувана през юни 2005 г., е автобиографичния роман „Crazyladies of Pearl Street“, който проследява детството на автора и опита му да расте по време на депресията и Втората световна война в бедняшките квартали на Олбани, Ню Йорк. Разказът „Mrs McGivney's Nickel from Hot Night In The City“ е една от главите на тази книга.
Започнатият му роман „Street of the Four Winds“, представляващ истории за парижките художници по време на революцията от 1848 г. въз основа на щателно изследване на епохата, остава непубликуван.
Уитакър запазва истинската си самоличност в продължение на много години, и отказва да предоставя на интервюта или да допринесе за своята публичност въпреки усилията на издателите си. Това създава много легенди за него и творчеството му. Тази тайнственост намира своето детайлно описание в романа „Шибуми“. Информация за него идва от интервюто на Карол Лоусън от „Ню Йорк Таймс“ за 10 юни 1979 г. и от писмените отговори на онлайн интервю за „Publishers Weekly“ на 10 август 1998 г.
Произведенията на Уитакър са преведени на повече от 20 езика и са продадени в милиони бройки по цял свят.
Климатът на Англия не понася добре на Уитакър, той заболява и умира от хронична обструктивна белодробна болест (ХОББ) на 14 декември 2005 г. Той е надживян от съпругата си Даян Брандън и четирите си деца: двама сина – Ланс и Кристиян и две дъщери – Александра и Томасин.

## Произведения

### Като Треванян

#### Серия „Джонатан Хемлок“ (Johnathan Hemlock)
1. The Eiger Sanction (1972)
Санкцията Айгер, изд.: „Екслибрис“, София (2013), прев. Ирина Манушева
2. The Loo Sanction (1973)

#### Самостоятелни романи
- The Main (1976)
- Shibumi (1979)
Шибуми, изд.: ИК „Бард“, София (1994), прев. Милена Томова
- The Summer of Katya (1983)
- Incident at Twenty-Mile (1998)
Инцидентът в Туенти-Майл, изд.: „Екслибрис“, София (2015), прев. Петър Тушков
- The Crazyladies of Pearl Street (2005)

#### Разкази
- Switching (After Hours at Rick's) (1978)
- Minutes of a Village Meeting (1979) – като Бенат Ле Каго
- That Fox-of-a-Beñat (1984) – като Бенат Ле Каго
- The Secrets of Miss Plimsoll, Private Secretary (1984)
- Hot Night in the City (2000) – сборник разкази
- Waking to the Spirit Clock (2003)

### като Никълъс Сиър
- 1339 or So ...Being An Apology for A Pedlar (1975)
- Rude Tales And Glorious (1983)

### като Род Уитакър

#### Документалистика
- Conversation: On translating Senecan tragedy into film (1968)
- Stasis (1968) – сценарий в съавторство с Ричард Кури
- Christ on Stage (1968)
- The Language of Film (1970)
- The Lawyer, The Lawman, and The Law: Public Image (1972)

#### Други произведения
- Eve of the Bursting (1959) – театрална драма в три части
- Never Come Tuesday (1960) – театрална драма
- Death Dance: Suspenseful Stories of the Dance Macabre (2002) – антология

### Продължения на книги и герои на Треванян от други автори
- Сатори, Satori (2011) – от Дон Уинслоу